# فرانسیسکو پارنیو
فرانسیسکو پارنیو (انگلیسی: Francisco Parreño؛ زادهٔ ۱۶ ژوئن ۱۹۴۹) بازیکن فوتبال اهل اسپانیا است.
از باشگاه‌هایی که در آن بازی کرده‌است می‌توان به باشگاه فوتبال هرکولس، باشگاه فوتبال اسپانیول، باشگاه فوتبال رایو وایکانو، باشگاه فوتبال رکریتیوو اوئلوا، و باشگاه فوتبال رئال بتیس اشاره کرد.